# 梵蒂冈签证政策
尽管梵蒂冈既不是欧盟成员国，也不是欧洲经济区的成员国，但它与意大利保持着开放的边境，并被视为申根区的一部分。因为梵蒂冈城只能通过意大利进入，所以要进入梵蒂冈城必须先进入申根地区。因此，申根签证规则实际上是适用于梵蒂冈的。然而，由于梵蒂冈城没有旅游住宿（酒店或出租公寓），因此游客几乎不可能在这里过夜。

## 双边协定
梵蒂冈与一些国家签署了互相免签证协议，对外国公民只具有象征意义，但对梵蒂冈护照持有者有效。

## 更多
- 欧洲联盟签证政策
- 聖座駐外機構列表
- 聖座外交